# رولاند كلارا
رولاند كلارا (بالإيطالية: Roland Clara)‏ هو متزحلق إيطالي، ولد في 8 مارس 1982 في برونيك في إيطاليا.

## وصلات خارجية
- رولاند كلارا على موقع الاتحاد الدولي للتزلج (التزلج الريفي) (الإنجليزية)
- رولاند كلارا على موقع اللجنة الأولمبية الدولية (الإنجليزية)
- رولاند كلارا على موقع أوليمبيديا (الإنجليزية)